# Benjamin Hübner
Benjamin Hübner (Wiesbaden, 4 de julio de 1989) es un exfutbolista alemán que jugaba de defensa.

## Trayectoria
Hübner comenzó su carrera en el SV Wehen Wiesbaden, el club de su ciudad con el que debutó con el primer equipo el 18 de mayo de 2008 frente al S. C. Friburgo. Con este club jugó 105 partidos y marcó 4 goles. Tras su buen hacer con este club fichó por el VfR Aalen en 2012.
En 2014 fichó por el F. C. Ingolstadt 04 con el que logró el ascenso a la Bundesliga donde su desempeño le hizo fichar en 2016 por el TSG 1899 Hoffenheim.
Con el Hoffenheim marcó su primer gol el 26 de octubre frente al F. C. Colonia en la Copa de Alemania. El 16 de diciembre, en un partido de la Bundesliga, dio dos asistencias contra el Borussia Dortmund que acabó 2-2.
Su primer gol en liga con el Hoffenheim lo marcó el 4 de marzo de 2017 contra su exequipo, el F. C. Ingolstadt 04. Al final de temporada el equipo quedó cuarto, jugando la fase previa de la Liga de Campeones de la UEFA 2017-18 en la que quedó eliminado a un paso de la fase de grupos contra el Liverpool F. C.
Aun así, disputó junto a su equipo la Liga Europa de la UEFA 2017-18 por primera vez en su carrera y marcó su primer gol en la misma el 19 de octubre de 2017 frente al Estambul Başakşehir F. K. turco.
El 6 de diciembre de 2022 anunció su retirada tras varios meses sufriendo lesiones.

## Clubes
| Club                | País     | Año       |
| ------------------- | -------- | --------- |
| SV Wehen Wiesbaden  | Alemania | 2007-2012 |
| VfR Aalen           | Alemania | 2012-2014 |
| F. C. Ingolstadt 04 | Alemania | 2014-2016 |
| TSG 1899 Hoffenheim | Alemania | 2016-2022 |